# Зуберха
Зуберха — горный массив в восточной части Большого Кавказа, в Нагорном Дагестане.

## Описание
Горный массив расположен в центральном Дагестане, в системе хребта Кулимеэр на территории Гергебильского района. Высота 2338,5 м. Ограничен на юго-западе долиной реки Кара-Койсу, на юго-востоке долиной реки Зинлак (Аймакинское ущелье), на северо-востоке долиной реки Эхеб (приток Зинлака), на севере уступами переходит в хребет Накилрох. Северо-восточный склон пологий, остальные обрывистые (высота обрыва на северо-западном склоне составляет около 400 м). У подножья крутых скальных обрывов имеют место скопления мелко- и крупнообломочного материала в виде отдельных скал и камней, щебня. Скальные породы изрезаны вертикальными суходолами и оврагами

## Геологическое строение
Сложена нижнемеловыми породами: глинами, известняками и мергелями.

## Растительный мир
Флора горы представлена в основном, характерным для гор данного региона альпийскими и субальпийскими лугами. Лесная растительность распространена на северо-западном склоне и представлено смешанным лесом из сосны, осины, ясеня, граба, грецкого ореха и липы.

## Интересные факты
- В древности на горе располагалось святилище. В 1882 году Д. Н. Анучиным были произведены раскопки на месте святилища и найдены предметы из бронзы: подвески, кольца и браслеты. Так же в большом количестве были найдены кости животных, свидетельствующие о проведение обрядов жертвоприношения[2].

- Зуберха — одна из излюбленных стартовых площадок для парапланеристов[3]

- На вершине расположена радиотелевизионная передающая станция Дагестанского РТПЦ[4].